# Línea C-3 (Cercanías Madrid)
La línea C-3 de Cercanías Madrid recorre 56 km a lo largo de la Comunidad de Madrid y parte de la provincia de Toledo (España) entre las estaciones de Chamartín y Aranjuez. A su paso, discurre por los municipios de Madrid, Getafe, Pinto, Valdemoro, Ciempozuelos, Seseña y Aranjuez, efectuando parada en todos ellos, salvo en el municipio toledano de Seseña, cuyo apeadero dejó de prestar servicio el 11 de abril de 2007.
Desde su inauguración hasta el 5 de noviembre de 2018, la línea realizaba el trayecto Aranjuez-El Escorial y se denominaba como C-3, pero como gran parte de los trenes terminaban su recorrido desde Aranjuez en Chamartín, en la reordenación de 2018 se desdobló la línea en la C-3, que hace el recorrido Aranjuez-Chamartín y en C-3a, que continuaba a El Escorial hasta 2023, continuando algunos incluso hasta Santa María de la Alameda y hacia Ávila con tarifa regional.
Entre el 2002 y el 2012, se denominaba como C-3a el servicio prestado por el ramal Pinto-San Martín de la Vega, pero se suspendió el servicio por baja demanda de viajeros.
Por obras de mejora en la infraestructura del túnel de Sol, del 19 de julio al 30 de agosto de 2025, el servicio entre las estaciones de Atocha y Chamartín permanece suspendido. La estación de Sol, perteneciente a la línea, cerrará durante dicho periodo.

## Historia
El origen de la línea se remonta a 1851, cuando la MZA puso en funcionamiento el primer tramo del ferrocarril Madrid-Alicante, popularmente conocido como Tren de la Fresa. El tramo Madrid-Aranjuez fue el segundo puesto en marcha en la península ibérica, tras el Barcelona-Mataró, que entró en funcionamiento en 1843. Inicialmente la línea tenía un ramal desmontable que llegaba hasta las mismas puertas del Palacio Real de Aranjuez. Tras una reestructuración de la línea, para dar continuidad hacia Andalucía y Levante, se construyó en 1927 la actual estación de Aranjuez, más alejada del Palacio y del casco urbano.
No fue hasta 1980 cuando la línea pasó a formar parte de la red de Cercanías Madrid, con la denominación actual, C-3. Su recorrido inicial era el siguiente:
En verano de 1990, con la construcción del AVE a Sevilla, se clausuró el apeadero de Santa Catalina y cambiaron las denominaciones de tres estaciones:
- Los Ángeles → San Cristóbal de los Ángeles
- San Cristóbal → San Cristóbal Industrial
- Getafe-Alicante → Getafe Industrial

El 11 de abril de 2003, con la inauguración de MetroSur, entró en servicio la estación de El Casar en Getafe.
El 11 de abril de 2007 fue suprimida la parada en Seseña, debido a la escasa demanda de ésta. El mismo día, se incorporaron a la línea los nuevos trenes Civia, sustituyendo a los veteranos trenes 440R, que habían prestado servicio durante décadas. Esta modernización del material rodante supuso una mejora en la comodidad y accesibilidad de los viajeros, pero también coincidió con la eliminación de varias paradas con baja afluencia, como la de Seseña.
Desde entonces, los trenes de Cercanías dejaron de detenerse en la estación, dejando a la localidad sin servicio ferroviario y aumentando la dependencia del transporte por carretera. A pesar de las quejas de algunos vecinos, la estación quedó en desuso y su infraestructura se ha ido deteriorando con el paso del tiempo, mientras los trenes continúan circulando por la línea sin hacer parada en Seseña en la actualidad, la estación sigue cerrada y en estado de abandono, aunque existen movimientos vecinales y políticos que solicitan su reapertura para mejorar la movilidad en la zona. Aunque a febrero de 2025 se está licitando la Reapertura de la Estación de Seseña. 
Desde el 9 de julio de 2008 la línea prolonga su recorrido hasta la estación de Chamartín, atravesando el nuevo túnel ferroviario entre Atocha-Cercanías y Chamartín y efectuando parada en la estación de Nuevos Ministerios. Desde el 28 de junio de 2009 también lo hace en la nueva estación de Sol.
Desde el 22 de septiembre de 2011 la línea prolonga su recorrido hasta Villalba y El Escorial, y desde 2015, se encarga de los regionales cadenciados con destino Ávila, solo llegando la composición de cabeza a dicha estación. La composición de cabeza finalizaría en El Escorial.
A finales de marzo de 2012, la megafonía de los trenes Civia 465 de esta línea, junto con las líneas C-1, C-4, C-7 y C-10 cambió totalmente: en primer lugar, al paso por todas las estaciones que tienen correspondencia, se indica el destino del tren ("tren con destino..."), voz adoptada de los trenes MD 449 y 599; en segundo lugar, la megafonía también está disponible en inglés. Además, en las estaciones de Atocha y Chamartín se anuncia la correspondencia con los trenes AVE, Media Distancia y Larga Distancia.
Desde el 5 de febrero de 2018 la línea C-3 efectúa parada en la nueva Mirasierra - Paco de Lucía que conecta con la estación del metro tras casi 3 años después de su prolongación de su estación de la línea 9.

Del 5 de noviembre de 2018 al 4 de febrero de 2023, existió la línea C-3a con el recorrido Aranjuez-El Escorial. Dichos trenes destino El Escorial, así como los regionales cadenciados a Ávila, fueron trasladados a la C-2 haciendo servicios El Escorial-Guadalajara por Recoletos, como hacían antes de la prolongación de la C-3 a El Escorial antes de 2011. Esta línea desapareció el 22 de diciembre de 2023, siendo sustituida por la línea C-8a.

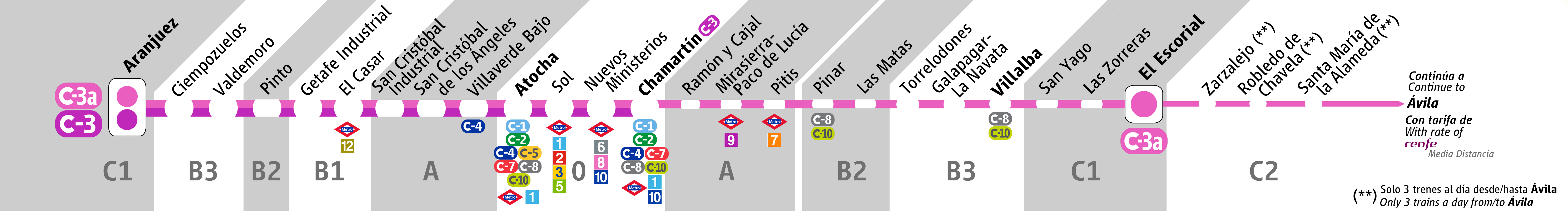
Termómetro de línea C3 hasta diciembre de 2023.

Desde el 4 de febrero de 2023 hasta el 22 de diciembre de 2023, esta línea se vio significativamente modificada por obras de mejora en Chamartín. Los trenes procedentes de Aranjuez terminaban en Atocha, sin continuar por el túnel de Sol como hacían antes de 2008.

## Material móvil
Por esta línea circulan principalmente trenes de la serie 465 de Renfe, y muy ocasionalmente, de la serie 446.

## Recorrido
La línea C-3 comienza su recorrido en la estación de Chamartín, donde enlaza con casi todas las líneas de cercanías y las líneas 1 y 10 de Metro de Madrid. Al pasarla, enfila hacia el nuevo túnel ferroviario Atocha-Chamartín, donde para en Nuevos Ministerios, enlazando con las líneas 6, 8 y 10 de Metro de Madrid y en Sol, enlazando con las líneas 1, 2 y 3 de Metro de Madrid. Al final de este túnel llega a la estación de Atocha, donde tiene correspondencia con la línea 1 del Metro de Madrid, así como con la práctica totalidad de las líneas de la red de Cercanías Madrid (exceptuando la C-9) y con numerosos servicios ferroviarios nacionales de Líneas Regionales, de Grandes Líneas y de Alta Velocidad (AVE).
Las tres siguientes paradas de la C-3, (Villaverde Bajo, San Cristóbal de los Ángeles y San Cristóbal Industrial), tienen lugar dentro del municipio de Madrid, a lo largo del extremo este del distrito de Villaverde. En todo este tramo existe cuádruple vía, finalizando dos de ellas en la estación de San Cristóbal Industrial.
A continuación se llega a El Casar, abierta el 11 de abril de 2003 en Getafe, donde conecta con la línea 12 de Metro, así como, desde 2025, con la línea 3. También en Getafe se sitúa la estación de Getafe Industrial, que da servicio a los polígonos industriales de la zona.
Las siguientes paradas son Pinto, Valdemoro y Ciempozuelos. A partir de aquí, la línea abandona durante unos km la Comunidad de Madrid, para cruzar la provincia de Toledo en Castilla-La Mancha. En este tramo existía un apeadero, el de Seseña, pero en abril de 2007 los trenes dejaron de parar en dicha estación debido a la escasa demanda existente y a la puesta en servicio de los trenes modelo Civia. Finalmente, la línea llega a la estación término, Aranjuez tras atravesar 6 zonas tarifarias (0, A, B1, B2, B3 y C1).
La frecuencia de los trenes varía en función del día. De lunes a viernes la frecuencia es de 10-20 minutos en hora punta (6.00 a 9.00; 13.30 a 15.30; 17.30 a 20.30) y de 30 minutos en el resto de los tramos horarios (5.30 a 6.00; 9.00 a 13.30; 15.30 a 17.30; 20.30 a 23.30).
Conecta con:
- Línea C-1 en la estación de Chamartín-Clara Campoamor.
- Línea C-2 en las estaciones de Chamartín-Clara Campoamor, Nuevos Ministerios y Atocha.
- Línea C-4 en las estaciones de Chamartín-Clara Campoamor, Nuevos Ministerios, Sol, Atocha y Villaverde Bajo.
- Línea C-5 en la estación de Atocha.
- Línea C-7 en las estaciones de Chamartín-Clara Campoamor, Nuevos Ministerios y Atocha.
- Línea C-8 en las estaciones de Chamartín-Clara Campoamor, Nuevos Ministerios y Atocha.
- Línea C-10 en las estaciones de Chamartín-Clara Campoamor, Nuevos Ministerios y Atocha.
- Metro de Madrid en las estaciones de Chamartín-Clara Campoamor, Nuevos Ministerios, Sol, Atocha y El Casar.

### CIVIS
Los trenes CIVIS son un servicio especial que solo para en las estaciones más importantes para reducir el tiempo de viaje. Suelen operar hacia Chamartín en hora punta por la mañana y hacia Aranjuez en hora punta de tarde en días laborables.
Entraron en funcionamiento en 1997, con tres servicios diarios desde Aranjuez (7.12, 7.42 y 8.12), que paraban alternativamente en Ciempozuelos, Valdemoro o Pinto sin ninguna otra parada intermedia.
Desde 2003, con la incorporación de trenes en sentido contrario y la inauguración de la estación de El Casar (donde la correspondencia con Metro atrae a numerosos viajeros), todos los trenes CIVIS adoptaron el mismo esquema de paradas, al que se añaden Nuevos Ministerios y Chamartín desde septiembre de 2008 y Sol a partir de junio de 2009.

## Estaciones
| Estación                     | Acc. | Enlaces                                        | Apertura             | Distrito                  | Municipio    | Notas                                                          |
| ---------------------------- | ---- | ---------------------------------------------- | -------------------- | ------------------------- | ------------ | -------------------------------------------------------------- |
| Aranjuez                     |      |                                                | 9 de febrero de 1851 | Centro                    | Aranjuez     |                                                                |
| Ciempozuelos                 |      |                                                | 9 de febrero de 1851 | La Estación               | Ciempozuelos |                                                                |
| Valdemoro                    |      |                                                | 9 de febrero de 1851 | La Estación               | Valdemoro    |                                                                |
| Pinto                        |      |                                                | 9 de febrero de 1851 | Casco Urbano              | Pinto        |                                                                |
| La Tenería                   |      |                                                | 2026                 | Ensanche residencial      | Pinto        | En ejecución                                                   |
| Getafe Industrial            |      |                                                | 9 de febrero de 1851 | Polígonos Industriales    | Getafe       | Anteriormente Getafe (1851-1879) y Getafe-Alicante (1879-1985) |
| El Casar                     |      |                                                | 11 de abril de 2003  | Getafe Norte              | Getafe       |                                                                |
| San Cristóbal Industrial     |      |                                                | 1973                 | Villaverde                | Madrid       | Anteriormente San Cristóbal (1973-1985)                        |
| San Cristóbal de los Ángeles |      |                                                | 9 de febrero de 1851 | Villaverde                | Madrid       | Anteriormente Los Ángeles (1851-1985)                          |
| Villaverde Bajo              |      |                                                | 9 de febrero de 1851 | Villaverde                | Madrid       |                                                                |
| Atocha                       |      | AVE, Larga Distancia y Media Distancia (Renfe) | 27 de julio de 1988  | Centro Retiro Arganzuela  | Madrid       |                                                                |
| Sol                          |      |                                                | 27 de junio de 2009  | Centro                    | Madrid       |                                                                |
| Nuevos Ministerios           |      |                                                | 18 de julio de 1967  | Chamartín Chamberí Tetuán | Madrid       |                                                                |
| Chamartín-Clara Campoamor    |      | AVE, Larga Distancia y Media Distancia (Renfe) | 18 de julio de 1967  | Chamartín                 | Madrid       |                                                                |

## Futuro
Tras abrirse el segundo Túnel de la Risa, queda pendiente la construcción de la nueva estación de Alonso Martínez, aún en fase de proyecto. Con ello se estarían creando nuevas correspondencias entre la red de Cercanías Madrid y las líneas 4, 5, y 10 de Metro de Madrid.
Otras obras previstas son la creación de nuevas estaciones en Getafe (Parque Andalucía), Pinto (La Tenería) y Valdemoro (El Espartal).
Además, estaba aprobada la construcción de la tercera y cuarta vías entre San Cristóbal Industrial y Pinto en una primera fase, y entre Pinto y Aranjuez en una segunda, para así aumentar las frecuencias de la línea, algo imposible a día de hoy debido a los numerosos servicios de larga distancia y mercancías que comparten las vías con los trenes de Cercanías. Aunque por falta de presupuesto se canceló de forma indefinida.